# 迪卡尔布县 (密苏里州)
迪卡爾布縣（英語：DeKalb County）是位於美國密蘇里州西北部的一個縣。面積1,103平方公里。根據美國2000年人口普查，共有人口11,597人。縣治梅斯維爾 (Maysville)。
成立於1845年2月25日。縣名紀念美國獨立戰爭將領約翰·迪卡爾布 (Johann de Kalb)。